# René Blas (homme politique)
Pour les articles homonymes, voir René Blas et Blas.
René Blas, né le 24 novembre 1906 et mort le 16 juin 1990, est un homme politique français.

## Détail des fonctions et des mandats
Mandats parlementaires
- 8 février 1971 - 1er avril 1973 : Député de la 1re circonscription de la Côte-d'Or, en tant que suppléant de Robert Poujade, nommé ministre.
- 6 mai 1973 - 2 avril 1978 : Député de la 1re circonscription de la Côte-d'Or, en tant que suppléant de Robert Poujade, nommé ministre.

## Décoration
- Chevalier de l'ordre de l'Économie nationale, en qualité de « président de la chambre de commerce de Dijon » (1963)[1]